# 창정 1호

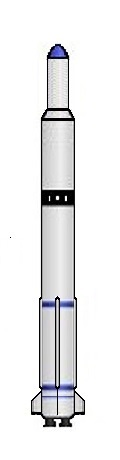

창정 1(长征一号)은 중국의 우주 로켓이다. 창정 로켓 시리즈의 첫 모델이다.

## 역사
1965년 1월 개발을 시작했다. 1970년 4월 24일, 주취안 위성발사센터에서 무게 173 kg 동방홍 1호 인공위성을 싣고 최초 발사되었다. 중국 최초의 자력발사 인공위성이다.
무게 81톤, 1단 UDMH/질산 추력 110톤, 2단 UDMH/질산 추력 30톤, 3단 고체연료 추력 13톤을 사용하는데, 무게와 123단의 구성이 대포동 2호와 매우 유사하다.
YF-1 엔진은 UDMH/질산 추력 30톤 엔진인데, 이것을 4개 묶어서 YF-2 엔진이라고 부른다. 대포동 2호도 UDMH/질산 추력 30톤 엔진 4개를 묶어서 1단으로 사용한다.
DF-4 ICBM은 2단 액체연료 미사일인데, 여기에 3단 고체연료 로켓을 추가한 것이다. DF-4 ICBM은 중국 최초의 ICBM이며, 2.19톤 3.3 메가톤 열핵탄두, 사거리 5,500 km이다. 1981년에 실전배치를 시작했으며, 모두 10발이 생산되었다.

## 같이 보기
- DF-4
- 창정 1D